# Henrik Lilius (företagsledare)

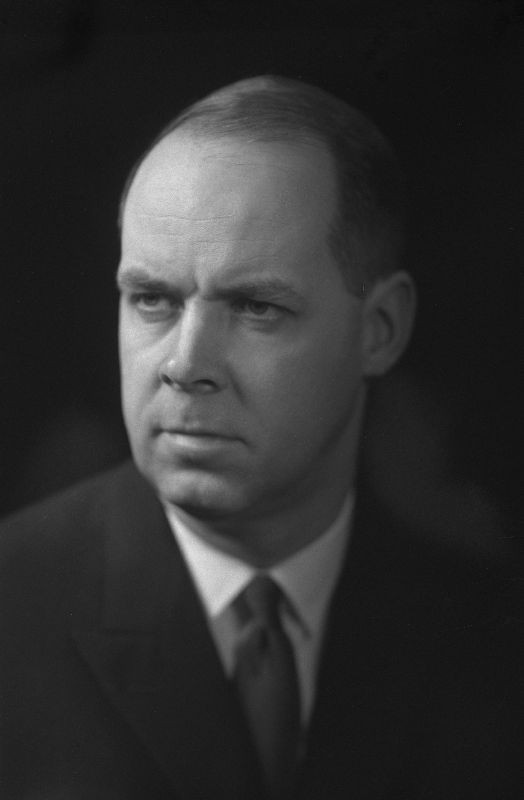
Henrik Lilius.

Henrik August Kasimir Lilius, född 1 augusti 1921 i Helsingfors, död där 26 mars 2014, var en finländsk företagsledare. Han var bror till Patrik Lilius. 
Lilius, som var son till bankdirektör Harry Lilius och Märta Rundberg, blev student 1939 och diplomingenjör 1950. Han var väveriingenjör vid Tikkurilan Silkki Oy 1950–1953,  biträdande direktör vid Tammerfors Klädesfabriks Ab (sedermera Oy Tamfelt Ab) 1954–1956 och företagets verkställande direktör 1956–1985. Han innehade ett stort antal förtroendeposter bland annat inom olika textilindustri- och exportorganisationer.